# Zizeeria
Zizeeria is een geslacht van vlinders van de familie van de Lycaenidae, uit de onderfamilie van de Polyommatinae.

## Soorten
- Zizeeria knysna (Trimen, 1862) - Amethistblauwtje
- Zizeeria karsandra (Moore, 1885) - Oostelijk Amethistblauwtje